# Herzogtum Falkenberg
Das Herzogtum Falkenberg (polnisch Księstwo niemodlińskie; tschechisch Falkenberské knížectví) war ein von 1313 bis 1382 bzw. 1460 bestehendes Teilherzogtum des Herzogtums Oppeln, das von der Oppelner Linie der Schlesischen Piasten regiert wurde. Residenzort war die gleichnamige Stadt Falkenberg (heute Niemodlin in Südpolen).

## Geschichte

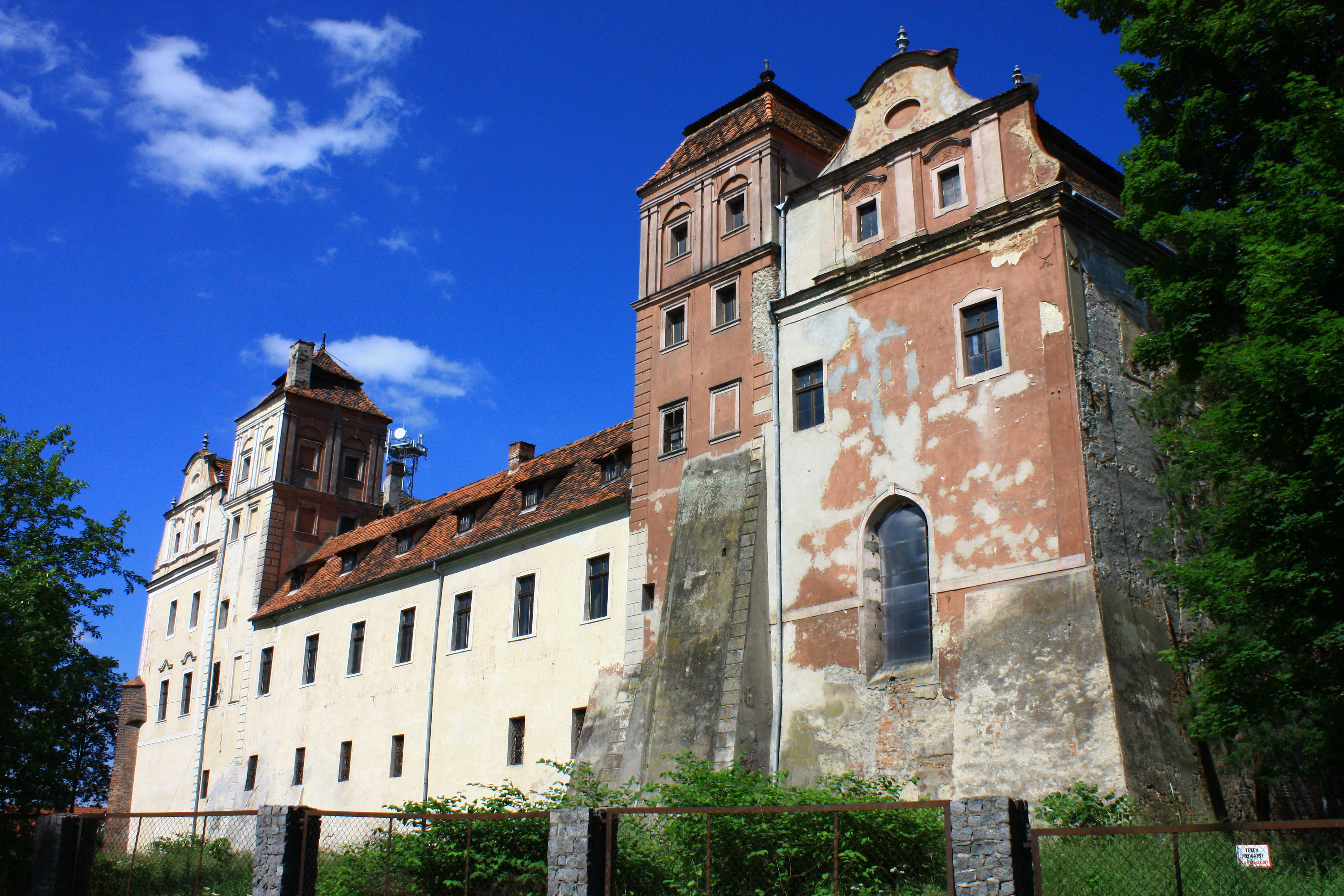
Das Schloss Falkenberg entstand ab 1313.

Das Herzogtum Falkenberg entstand 1313 nach dem Tod des Oppelner Herzogs Bolko I. als Folge der Teilung des Herzogtums unter seine drei Söhne. Das Herzogtum Falkenberg erhielt der älteste Sohn Bolko von Falkenberg, der zugleich die Vormundschaft über seine jüngeren Brüder Bolko II. von Oppeln und Herzog Albert von Strehlitz übernahm. 1327 begab sich Bolko von Falkenberg wie auch seine Brüder unter böhmische Lehenshoheit, die 1335 mit dem Vertrag von Trentschin vom polnischen König anerkannt wurde. 1337 erweiterte er sein Herzogtum durch den Erwerb von Prudnik, das ihm der böhmische König Johann von Luxemburg für 2000 Mark verkaufte.
Nach dem Tod von Bolkos Enkel Heinrich von Falkenberg 1382 endete die direkte Linie der Herzöge von Falkenberg. Es fiel an Bolko IV., der sich Herzog von Oppeln, Falkenberg und Strehlitz nannte. Ihm folgte als Herzog von Falkenberg und Strehlitz 1421 sein Bruder Bernhard. Dessen Erbe wurde 1455 Bolko V. von Oppeln. Nach seinem Tod 1460 wurde das Herzogtum Falkenberg mit dem Herzogtum Oppeln vereint, das 1532 nach dem Tod des kinderlosen Herzogs Johann als erledigtes Lehen an die Krone Böhmen zurückfiel.

## Herzöge von Falkenberg
- 1313–1362/65 Bolko von Falkenberg
- 1362/65–1369 Wenzel von Falkenberg († 1369)
- 1369–1382 Heinrich von Falkenberg († 1382); mit ihm erlosch die direkte Linie der Herzöge von Falkenberg
- 1382–1421 Bolko IV. von Oppeln, Falkenberg und Strehlitz († 1437)
- 1421–1455 Bernhard von Falkenberg und Strehlitz († 1455)
- 1455–1460 Bolko V. von Oppeln († 1460); das Herzogtum Falkenberg wurde endgültig mit dem Herzogtum Oppeln vereint.

## Weblink
- Genealogie